# سیارک ۱۲۷۸۹
سیارک ۱۲۷۸۹ (به انگلیسی: 12789 Salvadoraguirre، نامگذاری:1995TX)۱۲۷۸۹مین سیارک کشف شده‌است که در ۱۴ اکتبر ۱۹۹۵ کشف شد.